# Alison Lurie
Alison Lurie (* 3. September 1926 in Chicago, Illinois; † 3. Dezember 2020 in Ithaka, New York) war eine US-amerikanische Schriftstellerin und Literaturwissenschaftlerin.

## Leben
Alison Lurie verbrachte ihre Kindheit in White Plains (New York). Sie besuchte das Radcliffe College in Cambridge (Massachusetts), wo sie 1947 den Grad eines Bachelor of Arts in den Fächern Englisch und Geschichte erlangte. 1948 heiratete sie Jonathan Peale Bishop Jr., mit dem sie drei Söhne hatte. Die Ehe wurde 1985 geschieden. Während ihrer Zeit als Hausfrau veröffentlichte sie bereits ihre ersten Romane. Von 1969 bis 1973 war sie Lektorin, von 1973 bis 1976 stellvertretende außerordentliche Professorin, von 1976 bis 1979 außerordentliche Professorin und von 1979 bis zu ihrer Emeritierung 1998 Professorin für amerikanische Literatur an der Cornell University in Ithaca, New York. Sie war mit dem Schriftsteller Edward Hower verheiratet. Selbst in hohem Alter betätigte sie sich noch gelegentlich als Literaturkritikerin, die weiterhin Beiträge für The New York Review of Books verfasste. Ihr Buch Reading for Fun (2017) gibt davon Zeugnis.
Alison Lurie befasste sich als Hochschullehrerin u. a. mit der mündlichen Überlieferung unter Kindern und mit Kinderliteratur. Mit The language of clothes zeigte sie sich als Semiotikerin des femininen Alltagslebens. In ihren erzählerischen Werken hat sie ein eindrucksvolles, psychologisch stimmiges und stets von Humor geprägtes Bild des Familienlebens der amerikanischen Mittelschicht und der Angehörigen der Ostküsten-Intelligenz geliefert. In ihrer Erzählweise und ihrem Stil ist sie häufig mit Jane Austen verglichen worden.

## Auszeichnungen
1963, 1964 und 1966 erhielt Lurie ein Stipendium der Yaddo Foundation, 1965 ein Guggenheim-Stipendium, 1968 ein Rockefeller-Stipendium, 1972 ein Stipendium des New York Council on the Arts, 1979 den American Academy Award, 1985 den Pulitzer-Preis für ihren Roman Foreign affairs, 1989 den französischen Prix Femina Étranger für The truth about Lorin Jones. 1989 wurde Lurie in die American Academy of Arts and Letters und 2005 in die American Academy of Arts and Sciences gewählt.

## Werke
- V. R. Lang. A Memoir, München 1959
- Love and friendship, New York 1962
- The nowhere city, New York 1965
- Imaginary friends, New York 1967
- Real people, New York 1969
- The war between the Tates, New York 1974
- The heavenly zoo, New York 1979
- Only children, New York 1979
- Clever Gretchen and other forgotten folktales, New York 1980
- Fabulous beasts, New York 1981
- The language of clothes, New York 1981
- Foreign affairs, New York 1984
- The truth about Lorin Jones, Boston 1988
- Don’t tell the grown-ups, Boston 1990
- Women and ghosts, New York 1994
- The last resort, New York 1998
- The black geese, New York 1999
- Familiar spirits, New York 2001
- Boys and girls forever, New York 2003
- Truth and Consequences, New York 2005
- Reading for Fun, New York 2017
- Words and Worlds: From Autobiography to Zippers, 2019

## Herausgeberschaft
- Frances Hodgson Burnett: The secret garden, New York 1999
- The Oxford book of modern fairy tales, Oxford [u. a.] 1993

## Deutsche Übersetzungen
- Familienkrieg, Frankfurt am Main 1976 (übersetzt von Hermann Stiehl), auch Ein ganz privater kleiner Krieg, engl. The War Between The Tates
- Vom Salamander, der im Feuer lebt und anderen Fabeltieren, Frankfurt am Main 1981 (übersetzt von Ingrid Westerhoff)
- Affären, Zürich 1986 (übersetzt von Otto Bayer), engl. Foreign Affairs
- Liebe und Freundschaft, Zürich 1987 (übersetzt von Otto Bayer), engl. Love and Friendship
- Varna oder Imaginäre Freunde, Zürich 1988 (übersetzt von Otto Bayer), engl. Imaginary Friends
- Die Wahrheit über Lorin Jones, Zürich 1990 (übersetzt von Otto Bayer), engl. The Truth about Lorin Jones
- Nowhere city, Zürich 1991 (übersetzt von Otto Bayer), engl. The Nowhere City
- Von Kindern und Leuten, Zürich 1994 (übersetzt von Otto Bayer), engl. Only Children
- Frauen und Phantome, Erzählungen, Zürich 1996 (übersetzt von Otto Bayer), engl. Women and Ghosts
- Sommer in Key West, Zürich 2000 (übersetzt von Hans-Christian Oeser), engl. The Last Resort
- Paare (2008), engl. Truth and Consequences

## Verfilmungen
- 1977: The War Between The Tates (NBC Fernsehfilm)
- 1993: Foreign Affairs – mit Joanne Woodward